# Distretto di Potenza
Il distretto di Potenza fu una delle suddivisioni amministrative del Regno delle Due Sicilie, subordinate alla provincia di Basilicata, soppressa nel 1860.

## Istituzione e soppressione
Fu costituito nel con la legge 132 del 1806 Sulla divisione ed amministrazione delle province del Regno, varata l'8 agosto di quell'anno da Giuseppe Bonaparte. Con l'occupazione garibaldina e annessione al Regno di Sardegna del 1860 l'ente fu soppresso.

## Suddivisione in circondari
Il distretto era suddiviso in successivi livelli amministrativi gerarchicamente dipendenti dal precedente. Al livello immediatamente successivo, infatti, individuiamo i circondari, che, a loro volta, erano costituiti dai comuni, l'unità di base della struttura politico-amministrativa dello Stato moderno. A questi ultimi potevano far capo i villaggi, centri a carattere prevalentemente rurale.
Con la legge n.272 dell'8 dicembre 1806 la provincia fu suddivisa in sedici circondari: Potenza, Melfi, Venosa, Barile, Santofele, Bella, Muro, Rionero, Tito, Avigliano, Tolve, Trivigno, Calvello, Corleto, Viggiano, Montemurro.
Il regio decreto per la nuova circoscrizione delle quattordici provincie del regno di Napoli, n. 922 del 4 maggio 1811, staccò alcuni comuni istituendo il distretto di Melfi.
I circondari del distretto di Potenza, al momento della soppressione, ammontavano a quindici ed erano i seguenti:
- Circondario di Potenza:
Potenza, Vignola
- Circondario di Acerenza:
Acerenza, Oppido, Pietragalla
- Circondario di Avigliano:
Avigliano, Ruoti
- Circondario di Brienza:
Brienza, Pietrafesa, Sant'Angelo Le Fratte, Sasso
- Circondario di Calvello:
Calvello, Abriola, Anzi
- Circondario di Genzano:
Genzano (con il villaggio di Banzi),
- Circondario di Laurenzana:
Laurenzana, Corleto, Guardia, Pietrapertosa
- Circondario di Marsico:
Marsico Nuovo
- Circondario di Montemurro:
Montemurro, Armento, Gallicchio, Missanello, Spinoso[5]
- Circondario di Picerno:
Picerno, Baragiano, Tito
- Circondario di Saponara:
Saponara, Tramutola
- Circondario di Trivigno:
Trivigno, Albano, Brindisi, Campomaggiore, Castelmezzano
- Circondario di Tolve:
Tolve, Cancellara, San Chirico Nuovo, Vaglio
- Circondario di Vietri di Potenza:
Vietri di Potenza, Balvano
- Circondario di Viggiano:
Viggiano, Marsicovetere